# Chelsea Field
Pour les articles homonymes, voir Field.
Chelsea Field est une actrice américaine née le 27 mai 1957 à Glendale en Californie.
Elle a joué le rôle de Teela dans l'adaptation cinématographique des Maîtres de l'univers.
Elle est l'épouse de Scott Bakula depuis 1996. Ils ont deux fils.

## Filmographie

### Cinéma
- 1985 : Commando de Mark L. Lester : Hôtesse de l’air
- 1987 : Les Maîtres de l'Univers de Gary Goddard : Teela
- 1988 : Prison de Renny Harlin : Katherine Walker
- 1989 : L'amour est une grande aventure de Blake Edwards : Amy McKenna
- 1989 : Death Spa : Darla
- 1991 : Harley Davidson et l'Homme aux santiags de Simon Wincer : Virginia Slim
- 1992 : Le Dernier Samaritain de Tony Scott : Sarah Hallenbeck
- 1992 : Le Souffle du démon de Richard Stanley : Wendy Robinson
- 1993 : Snapdragon (en) de Worth Keeter : Peckham
- 1993 : Extreme Justice de Mark L. Lester : Kelly Daniels
- 1993 : La Part des ténèbres de George A. Romero : Annie Pangborn
- 1995 : André, mon meilleur copain de George Trumbull Miller : Thalice Whitney
- 1996 : Flipper de Alan Shapiro : Cathy
- 1998 : Wicked (en) de Michael Steinberg : Karen Christianson
- 2002 : Sous le silence de Tom McLoughlin : Penny

### Télévision
- 1989 : Nightingales (en) (saison 1) : Samantha « Sam » Sullivan
- 1990 : Murder C.O.D. : Ellie
- 1993 : Dream On (saison 4, épisode 7)
- 1994 : Les Oiseaux 2 de Rick Rosenthal : May
- 1995 : Le Silence des innocents (téléfilm) : Christine Johnson
- 1999 : NetForce de Robert Lieberman : Megan Michaels
- 2003 : Cold Case : Affaires classées (saison 1, épisode 12) : Nicole Barnes
- 2004 : FBI : Portés disparus (saison 3, épisode 16) : Deborah Stone
- 2006 : NCIS : Enquêtes spéciales (saison 3, épisode 15) : Jocelyn Wayne
- 2017 à 2021 : NCIS : Nouvelle-Orléans : Rita Devereaux (récurrente saison 3 à 6, principale saison 7)